# Compatibilitat electromagnètica

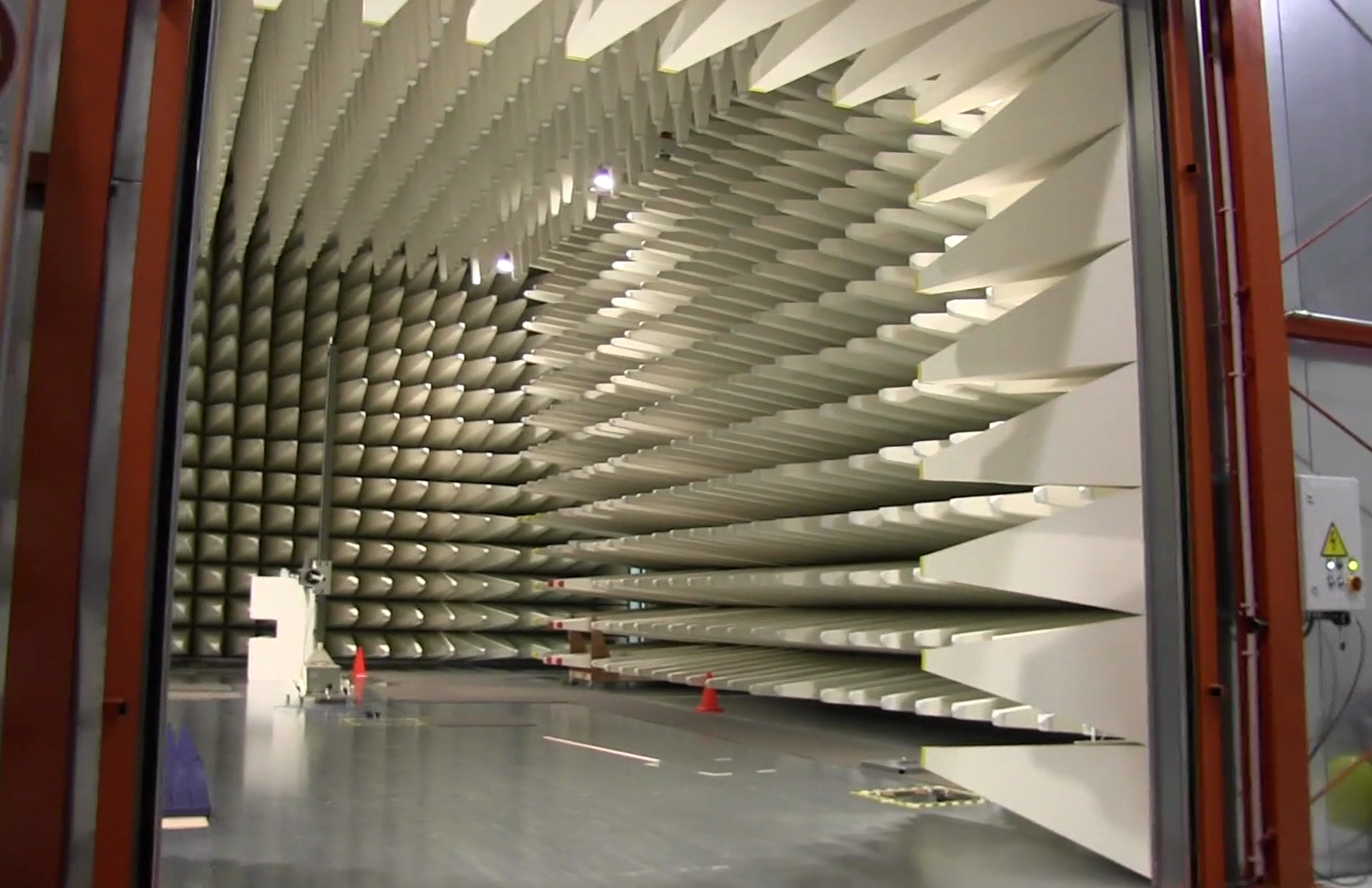
Fig.1 Interior d'una cambra d'assajos EMC

La compatibilitat electromagnètica (també coneguda amb les sigles CEM o EMC en anglès) és una branca de l'enginyeria elèctrica que s'encarrega d'estudiar l'emissió no intencionada, propagació i recepció d'energia electromagnètica que poden causar efectes com ara la interferència electromagnètica o fins i tot dany fisic en aparells elèctrics.

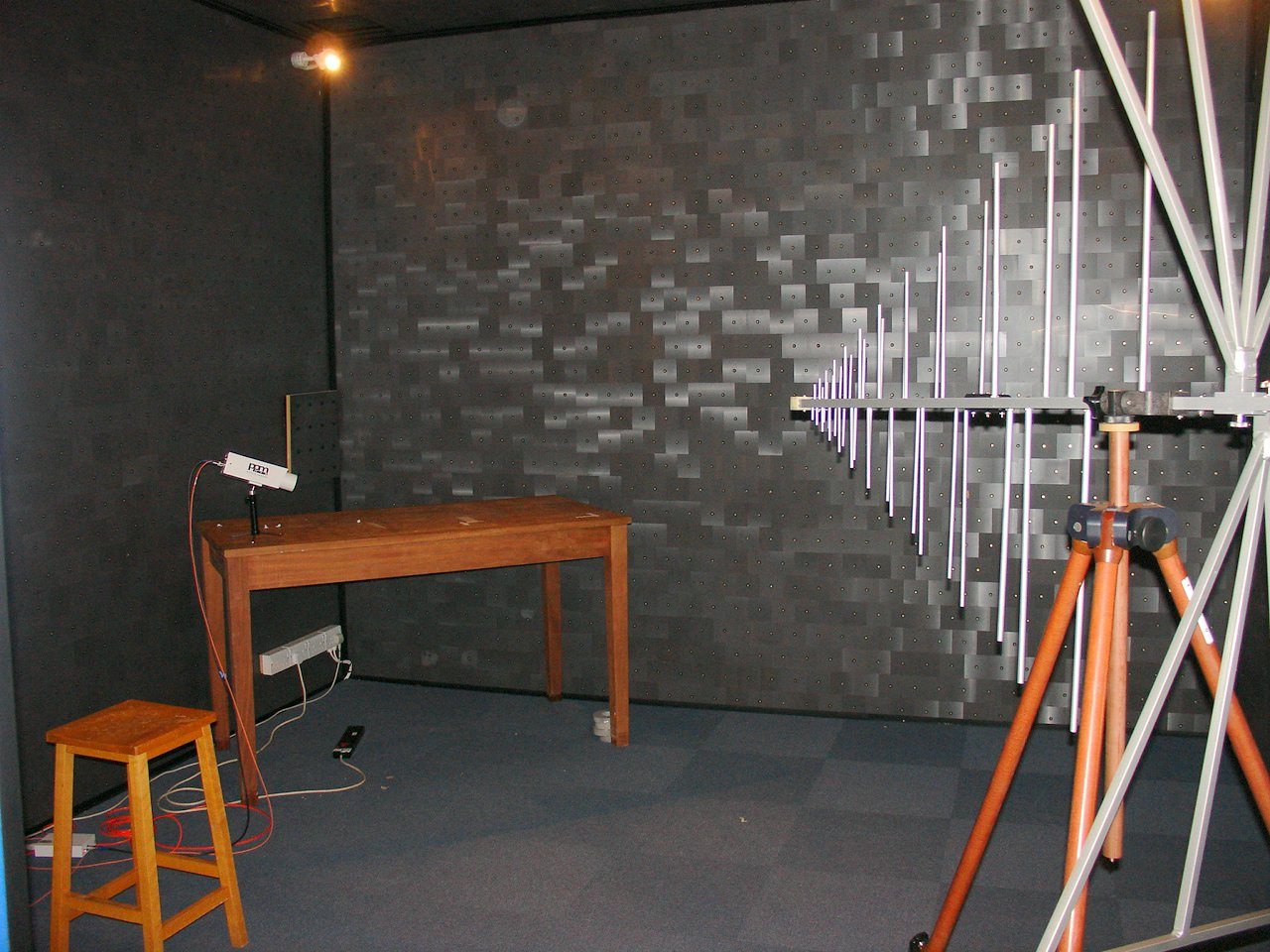
Fig.1 Interior de cambra d'assajos EMC

## Conceptes generals
La compatibilitat electromagnètica es divideix en 2 parts :

### Emissió
Emissió és la generació d'energia electromagnètica, deliberada o accidental, per algun dispositiu al seu entorn. La CEM estudia aquestes emissions no desitjades i les mesures per a reduir-les.

### Immunitat
La immunitat és l'habilitat d'un equip elèctric a funcionar correctament en presència d'interferències electromagnètiques. El contrari és la susceptibilitat.

## Normes CEM

### Normes d'emissió

#### Normes internacionals
- IEC 61000-3-2: Norma de compatibilitat electromagnètica - Part 3-2: Tècniques de mesura i assaig - Assaig d'emissió : Límits d'emissió de corrents harmònics (equipmentaments amb corrent d'entrada ≤ 16 A per fase)[2]
- IEC 61000-3-3 : Norma de compatibilitat electromagnètica - Part 3-3: Tècniques de mesura i assaig - Assaig d'emissió : Límits d'emissió de fluctuacions de voltatge i flicker (equipmentaments amb corrent d'entrada ≤ 16 A per fase)[3]
- CISPR 14 : Norma de compatibilitat electromagnètica - Límits i mètodes de mesura de soroll radio-elèctric en aparells electrodomèstics, eines elèctriques i equips similars.[4]
- CISPR 15: Norma de compatibilitat electromagnètica - Límits i mètodes de mesura de soroll radio-elèctric en equips d'enllumenat[5]
- CISPR 22: Norma de compatibilitat electromagnètica - Límits i mètodes de mesura de soroll radio-elèctric en equips de la tecnologia de la informació[6]
- CISPR 32 ː Norma de compatibilitat electromagnètica - Límits i mètodes de mesura de soroll radio-elèctric en equips multimèdia[7]
- CISPR 12: Norma de compatibilitat electromagnètica - Límits i mètodes de mesura de soroll radio-elèctric de vehicles i barques a motor[8]
- CISPR 25 : Norma de compatibilitat electromagnètica - Límits i mètodes de mesura de soroll radio-elèctric en equips usats en vehicles i barques a motor[8]

#### Normes europees
- EN 55013: Norma de compatibilitat electromagnètica - Límits i mètodes de mesura de soroll radio-elèctric en receptors de radiodifusió i televisió[9]

- EN 55015: Norma de compatibilitat electromagnètica - Límits i mètodes de mesura de soroll radio-elèctric en equips d'enllumenat[10]
- EN 55022: Norma de compatibilitat electromagnètica - Límits i mètodes de mesura de soroll radio-elèctric en equips de la tecnologia de la informació[11]

#### Normes xineses
- GB 17625.1 : Norma CEM - Part 1 : Límits d'emissió de corrents harmònics (equipmentaments amb corrent d'entrada ≤ 16 A per fase).[12]
- GB 17626.3 : Norma CEM - Part 3 : Límits i mètodes de mesura de soroll radio-elèctric.

### Normes d'immunitat

#### Normes internacionals
- IEC 61000-4-2: Norma de compatibilitat electromagnètica - Part 4-2: Tècniques de mesura i assaig - Assaig d'immunitat a descàrregues electroestàtiques[13]
- IEC 61000-4-3: Norma de compatibilitat electromagnètica - Part 4-3: Tècniques de mesura i assaig - Assaig d'immunitat a camps de ràdio-freqüència electromagnètics radiats[14]

- IEC 61000-4-4: Norma de compatibilitat electromagnètica - Part 4-4: Tècniques de mesura i assaig - Assaig d'immunitat a transitoris ràpids[15]
- IEC 61000-4-5: Norma de compatibilitat electromagnètica - Part 4-5: Tècniques de mesura i assaig - Assaig d'imminitat a l'ona de xoc[16]
- IEC 61000-4-6: Norma de compatibilitat electromagnètica - Part 4-6: Tècniques de mesura i assaig - Assaig d'immunitat a interferències conduïdes i induïdes per camps de ràdio-freqüència[17]
- IEC 61000-4-8: Norma de compatibilitat electromagnètica - Part 4-8: Tècniques de mesura i assaig - Assaig d'immunitat a camps magnètics a freqüència de xarxa[18]
- IEC 61000-4-9 : Norma de compatibilitat electromagnètica - Part 4-9: Tècniques de mesura i assaig - Assaig d'immunitat a pulsos de camp magnètic[19]
- IEC 61000-4-11: Norma de compatibilitat electromagnètica - Part 4-11: Tècniques de mesura i assaig - Assaig d'immunitat a caigudes de tensió, microtalls i variacions de tensió[20]
- IEC 61000-4-13: Norma de compatibilitat electromagnètica - Part 4-11: Tècniques de mesura i assaig - Assaig d'immunitat a harmònics i interharmònics
- IEC 61000-4-15 ː Norma de compatibilitat electromagnètica - Part 4-15: Tècniques de mesura i assaig del flicker (pampallugueig). Especificacions de disseny i funcionals.[21]
- IEC 61000-5 ː Norma de compatibilitat electromagnètica - Es refereix a les regles generals EMC pel que fa a sistemes de cablejats.
- ISO 7637: Norma de compatibilitat electromagnètica per a vehicles de carretera - Tècniques de mesura i assaig - Assaig d'immunitat a transitoris ràpids i lents
- ISO 11451 : Norma de compatibilitat electromagnètica per a vehicles de carretera - Tècniques de mesura i assaig - Assaig d'immunitat a camps radiats de banda estreta
- ISO 11452 : Norma de compatibilitat electromagnètica per a vehicles de carretera - Tècniques de mesura i assaig - Assaig d'immunitat a camps radiats de banda estreta[22][8]
- ISO 10605 : Norma de compatibilitat electromagnètica per a components de vehicles de carretera - Tècniques de mesura i assaig - Assaig d'immunitat a descàrregues electroestàtiques[23]

#### Normes europees
- EN 61000-4-2 : Norma de compatibilitat electromagnètica - Part 4-2: Tècniques de mesura i assaig - Assaig d'immunitat a descàrregues electroestàtiques[24]
- EN 61000-4-3 : Norma de compatibilitat electromagnètica - Part 4-3: Tècniques de mesura i assaig - Assaig d'immunitat a camps de ràdio-freqüència electromagnètics radiats[25]

- EN 61000-4-4 : Norma de compatibilitat electromagnètica - Part 4-4: Tècniques de mesura i assaig - Assaig d'immunitat a transitoris ràpids[26]
- EN 61000-4-5 : Norma de compatibilitat electromagnètica - Part 4-5: Tècniques de mesura i assaig - Assaig d'imminitat a l'ona de xoc[27]
- EN 61000-4-6 : Norma de compatibilitat electromagnètica - Part 4-6: Tècniques de mesura i assaig - Assaig d'immunitat a interferències conduïdes i induïdes per camps de ràdio-freqüència[28]
- EN 61000-4-8 : Norma de compatibilitat electromagnètica - Part 4-8: Tècniques de mesura i assaig - Assaig d'immunitat a camps magnètics a freqüència de xarxa[29]
- EN 61000-4-9 : Norma de compatibilitat electromagnètica - Part 4-9: Tècniques de mesura i assaig - Assaig d'immunitat a pulsos de camp magnètic[19]
- EN 61000-4-11 : Norma de compatibilitat electromagnètica - Part 4-11: Tècniques de mesura i assaig - Assaig d'immunitat a caigudes de tensió, microtalls i variacions de tensió[30]
- EN 61547: Equips d'il·luminació per ús general - Requeriments relatius a immunitat[31]

#### Normes xineses
- GB 17625.2 : Norma CEM - Part 2 : Assaig d'immunitat a caigudes de tensió, microtalls i variacions de tensió.[32]
- GB 17626.2 : Norma CEM - Part 2 : Tècniques de mesura i assaig - Assaig d'immunitat a descàrregues electroestàtiques.[33]
- GB 17626.4 : Norma CEM - Part 4 : Tècniques de mesura i assaig - Assaig d'immunitat a transitoris ràpids.[34]
- GB 17626.5 : Norma CEM - Part 5 : Assaig d'imminitat a l'ona de xoc.
- GB 17626.6 : Norma CEM - Part 6 : Tècniques de mesura i assaig - Assaig d'immunitat a interferències conduïdes i induïdes per camps de ràdio-freqüència.
- GB 17626.11 : Norma CEM - Part 11 : Assaig d'immunitat a caigudes de tensió, microtalls i variacions de tensió.

### Normes d'emissió i immunitat
- ETSI EN 301 489: Sèrie de normes EMC aplicables a equips ràdio segons directiva europea RED Article 3 1.b
- ETSI EN 301 489-3 : Norma de compatibilitat electromagnètica - Part 3 : Condicions específiques per a dispositius de comunicació RF de curt abast (SRD).[35]
- ETSI EN 301 489-17 : Norma de compatibilitat electromagnètica - Part 17 : Condicions específiques per a dispositius de comunicació RF de banda ampla (per eexemple Wi-Fi).[36]

- ETSI EN 301 489-34 : Norma de compatibilitat electromagnètica - Part 34 : Condicions específiques per a fonts d'alimentació externes de telèfons mòbils[37]
- IEC 60870-2-1 : Sistemes i equips de telecontrol - Part 2-1 Compatibilitat electromagnètica[38]
- ETSI EN 300 330 : Norma que aplica a dispositius ràdio amb freqüències de 9 kHz a 25 MHz
- ETSI EN 300 328: Norma que especifica la xarxa de ràdio de banda ampla a la banda ISM de 2,4 GHz.
- ETSI EN 302 291: Norma que aplica a dispositius ràdio amb freqüències de 13,56 MHz (per exemple el protocol NFC)
- ETSI ES 202 663: Norma que aplica als sistemes de transport intel·ligents (ITS) a la banda dels 5 GHz. Capa física i d'enllaç.
- ETSI EN 302 567: Norma que especifica la xarxa de ràdio de banda ampla a la banda ISM dels 60 GHz
- Ford FMC1278: Normes EMC específiques a vehicles a motor fabricats per l'empresa Ford Motor Company.

### Normes CEM de producte o família de productes
- EN 50263 : Norma de compatibilitat electromagnètica de relés de mesura i dispositius de protecció.[39]

## Organismes reguladors
Es pot esmtar els més importants :

### Organitzacions internacionals
- IEC[40]  : Comissió Electrotècnica Internacional

- CISPR:  Comitè Internacional Especial de Perturbacions Radioelèctriques.

- ISO : Organització Internacional per a l'Estandardització
- SAE: Organització d'estandardització en el sector de l'automòbil i l'espacial.

### Europa
- CEN : Comitè Europeu per l'Estandardització

- CENELEC [41]: Comitè Europeu per a l'Estandardització Electrotècnica

- ETSI : Institut Europeu de Normes de Telecomunicacions
- EUROCAE: Organització d'estandardització en el sector aeri.

### Gran Bretanya
- BSI : Institució de Normes Britànica

### Alemanya
- VDE[42] Federació Alemanya d'Indústries Electrotècniques, Electròniques i de Tecnologies de la Informació

### Estats Units
- FCC: Comissió Federal de Comunicacions
- RTCA: Organització d'estandardització en el sector aeri.
- INCITS: Comitè internacional d'estàndards de la tecnologia de la informació
- SAE: Associació dels enginyers d'automòbils
- TIA: Telecommunications Industry Association

### La Xina
- CCC:  Certificat Obligatori Xinès[34]

### Mèxic
- NOM : Norma Oficial Mexicana Arxivat 2016-12-23 a Wayback Machine.

### L'Índia
- BIS[43] : Oficina d'Estàndards de l'Índia

### Espanya
- Aenor: Associació espanyola de normalització i certificació

### Eslovènia
- SIQ : Institut eslovè de qualitat i metrologia